# Saison 4 de Sur écoute
Chronologie
Saison 3 Saison 5
Cet article présente le guide de la quatrième saison de la série Sur écoute (The Wire).

## Résumé
La quatrième saison se concentre sur le système scolaire et la course à la mairie. Elle se penche également sur l'organisation de Marlo Stanfield, qui a pris le contrôle de la majeure partie du trafic de drogue de l'ouest de Baltimore, ainsi que sur Duquan « Dukie » Weems, Randy Wagstaff, Michael Lee et Namond Brice, quatre garçons des quartiers ouest qui entrent en 4e (8th grade). Prez commence une nouvelle carrière en tant que professeur de mathématiques dans leur école. Stanfield, connu pour son sang-froid, a réussi à dominer les rues de l'ouest de la ville à force de meurtres et d'intimidation, compensant la mauvaise qualité de sa marchandise et son manque de sens des affaires. Ses hommes de mains, Chris Partlow et Snoop, cachent leurs nombreuses victimes dans des maisons abandonnées, là où les corps ne seront que difficilement découverts. La disparition d'autant de criminels connus des services de police commence à intriguer à la fois la MCU, chargée d'enquêter sur Stanfield, et la brigade criminelle, qui enquête sur les meurtres présumés. Stanfield oblige Bodie à travailler pour lui.
McNulty est maintenant un simple agent et vit avec Beadie Russell. Il refuse poliment les offres de Daniels, nommé major responsable du district ouest. Kima Greggs et Lester Freamon, inspecteurs attachés à la MCU, enquêtent sur les dons politiques d'Avon Barksdale et assignent à comparaître plusieurs figures clés de la ville. Sous la pression du commissaire Ervin Burrell et du maire Clarence Royce, l'affaire est classée et ils sont placés sous supervision stricte, Marimow. Les deux réclament et obtiennent leur transfert à la brigade criminelle. Tandis que Freamon se met à la recherche d'un suspect de meurtre qui a été assassiné par Chris et Snoop, Greggs résout sa première affaire de meurtre qui avait provoqué des remous dans la campagne municipale.
Herc devient sergent après avoir été au service du maire Clarence Royce durant quelques mois et rejoint la MCU dirigée par Marimow. Mais le policier accumule les erreurs ce qui entache la réputation de l'unité.
La campagne pour le poste de maire entre dans ses dernières semaines. Royce possède une avance apparemment insurmontable sur ses adversaires Tommy Carcetti et Tony Gray, du fait de son budget considérable et de ses soutiens de poids. Mais il commence à perdre cet avantage lorsque ses machinations politiques se retournent contre lui et que Carcetti met en exergue les problèmes de criminalité de la ville. Carcetti remporte l'élection primaire.
Colvin rejoint un groupe de recherche qui aspire à étudier les potentiels futurs criminels au sein des élèves de collège. Cutty continue l'entrainement de garçons dans sa salle de boxe et accepte un travail à l'école pour rassembler les absents. Prez connait quelques succès avec ses élèves mais certains d'entre eux commencent à sécher les cours. Perturbateur, Namond est transféré dans le groupe de recherche, où il développe petit à petit du respect et de l'affection pour Colvin. Randy, dans un moment de désespoir, avoue avoir connaissance d'un meurtre à l'assistant du principal puis la police l'interroge. Carver, qui a acquis plus de maturité dans son travail de policier, le prend en charge pour l'enquête. Bubbles prend un adolescent sans domicile fixe nommé Sherrod sous son aile. Il tente de l'inciter à retourner à l'école, sans succès.
Proposition Joe essaye de pousser Omar et Stanfield au conflit pour convaincre ce dernier de rejoindre sa coopérative. Omar vole Stanfield qui, à son tour, accuse Omar d'un meurtre et essaye de le faire tuer en prison mais Omar parvient à se faire disculper avec l'aide de Bunk. Omar apprend le coup monté de Stanfield et se venge en volant tout le stock de la coopérative puis part en retraite en dehors de la ville. Stanfield, furieux, reproche à Joe d'avoir laissé faire le vol de la cargaison. Stanfield réclame réparation et Joe lui arrange donc une rencontre avec Spiros Vondas, qui parvient à l'apaiser. Ayant désormais connaissance des liens entre Joe et les Grecs, Stanfield commence à enquêter pour en savoir plus sur leur rôle dans l'importation de narcotiques à Baltimore.
Freamon découvre les corps que Chris et Snoop ont cachés. Bodie accepte de témoigner contre Stanfield et son clan auprès de McNulty mais il est abattu d'une balle dans la tête par O-Dog, un des protégés de Snoop et Chris. Sherrod meurt après avoir reniflé une capsule d'héroïne empoisonnée sans savoir que Bubbles l'avait destinée à l'un de leurs persécuteurs. Bubbles se rend à la police et tente de se suicider mais survit et intègre un centre de désintoxication plutôt que la prison. Michael rejoint les rangs des tueurs de Stanfield et prend en charge un coin de rue, accompagné par Dukie lui aussi ayant quitté l'école. La maison de Randy est incendiée par des brutes du collège après qu'il a coopéré avec la police. Sa mère d'accueil est hospitalisée et il est renvoyé dans un foyer. Namond est recueilli par Colvin, qui reconnait son bon côté. Les membres de la MCU des premières saisons sont pour la plupart réunis et reprennent leur enquête sur Stanfield.

## Épisodes

### Épisode 1:La fin de l'été
- États-Unis : 10 septembre 2006 sur HBO

Le clan de Marlo Stanfield est à la tête du trafic de drogue dans les quartiers ouest de Baltimore. Deux de ses membres, Chris et Snoop, se rendent dans un magasin de bricolage pour acheter une cloueuse automatique en vue d'un projet macabre : tuer des gens dans de vieilles maisons abandonnées et clouer les portes afin d'éviter que la police retrouve les cadavres. L'une des premières victimes est Lex, un des acolytes de Bodie - ex-membres de Barksdale désormais indépendants - qui a tué un des hommes de Marlo, Fruit, pour une histoire de femme. Ce dernier était surveillé par Lester Freamon de l'unité anti-crime anciennement dirigé par Daniels, avec Greggs. La mort de Fruit est le premier homicide lié à la drogue depuis des mois dans les quartiers ouest. 
Daniels est désormais major du District ouest, auquel font partie le lieutenant Carver et McNulty. Le premier a désormais suivi les conseils de Colvin en apprenant mieux son secteur et les différentes habitudes des différents délinquants qu'il pourchasse régulièrement ce qui lui permet de résoudre des enquêtes. McNulty, désormais simple policier et heureux en couple avec Beadie Russell, refuse de prêter main-forte à ses amis et collègues pour des enquêtes. Le passe temps de McNulty et Carver est de taquiner Bodie dans la rue. De son côté, Herc fait partie de la sécurité du maire pour pouvoir devenir sergent plus rapidement.

### Épisode 2:Un œil sur tout
- États-Unis : 17 septembre 2006 sur HBO

Alors que Marlo essaie de s'attirer les bonnes grâces des gamins de Baltimore en leur offrant de l'argent, il est surpris lorsque le jeune Michael refuse d'y toucher. Bunk est sur un meurtre dont il n'a plus de suspect, Lex ayant disparu. Dennis "Cutty" Wise continue de gérer son club de boxe tout en recevant l'attention particulière des mères de la banlieue.
Freamon veut profiter des élections pour assigner à comparaître des grands pontes de la ville de Baltimore, dont fait partie le sénateur corrompu Clay Davis. Ce dernier ne tarde pas à se plaindre au maire Royce, menaçant de couper le financement de sa campagne. Informés par le maire, Burrell et Rawls ne peuvent bloquer les citations à comparaitre, mais décident de changer de superviseur pour l'unité anti-crime.

### Épisode 3:Jour de rentrée
- États-Unis : 24 septembre 2006 sur HBO

C'est le jour de rentrée. Prez connait des débuts difficiles dans son nouveau métier d'enseignant. Il assiste à une grave agression entre deux élèves dans sa classe. L'ancien policier Howard Colvin, qui vient de quitter son nouvel emploi d'agent de sécurité à la suite d'un incident, intègre un nouveau programme de recherche qui se concentrera sur les plus jeunes délinquants du collège de Baltimore. Le maire décide de perturber la campagne de Carcetti par tous les moyens, et fait nommer Herc sergent en échange de sa loyauté.
Greggs et Freamon s'apprêtent à mettre sous surveillance la boutique d'Andre qui sert de réserve de drogue pour Marlo. Mais au même moment, Rawls leur colle un nouveau patron, Marimow, dont le seul but est de faire du chiffre le plus rapidement possible, au détriment de toutes les enquêtes en cours. Les écoutes sont arrêtés. Comprenant que ce sabotage de l'enquête par Rawls est volontaire, Greggs et Freamon décident de se faire muter à la brigade criminelle avec l'accord de Rawls. 

### Épisode 4:Les réfugiés
- États-Unis : 1er octobre 2006 sur HBO

Marlo est abordé par un agent de la sécurité qui l'a vu voler une sucette et celui-ci décide de le faire tuer. L'équipe de Bodie travaille désormais pour Marlo. Après que Marlo a refusé de rejoindre sa corporation, Proposition Joe demande à Omar de braquer Marlo durant sa partie de poker.
Au collège, Randy s'échappe des cours pour rejoindre les cinquièmes à qui il leur vend de la nourriture. Bubbles envoie Sherrod au collège, mais celui-ci s'en échappe à la première occasion. Cuddy obtient un nouveau travail au collège en allant chercher les enfants absents. Prez est toujours sur le choc de l'agression et s'intéresse plus aux élèves. Colvin découvre l'environnement du collège. Cuddy assiste à un match de boxe avec Michael.

### Épisode 5:Chacun son pacte
- États-Unis : 8 octobre 2006 sur HBO

Marlo veut attraper Omar mais Chris, ne voulant pas répéter les erreurs des Barcksdale, décide de le piéger. Chris tue une personne dans la boutique d'Andre en demandant à ce dernier - pour régler sa dette envers Marlo - de désigner Omar comme le coupable. Pendant ce temps, Marlo accepte de rejoindre la corporation de Proposition Joe.
Marimow lance une série d'arrestation mais cela ne donne rien, les adresses étant caduques. Cela ne surprend par Pearlman et Daniels qui assistent à la mort de l'unité anti-crime qui avait connu de la réussite. Pourtant, grâce aux informations de Carver, Herc met sous surveillance le parc où se trouve Marlo (grâce à Carver) en cachant une caméra dans un mur. Mais la caméra est repérée par un homme de Marlo. Pendant ce temps, Freamon et Bunk se mettent à la recherche des cadavres laissés par le clan de Marlo, en vain.
Tandis que Prez a mis en place un système de retenus pour les élèves récalcitrants, et Colvin est à la recherche des pires élèves pour son expérience, Namond est exclu temporairement du collège. Des rumeurs circulent chez les jeunes à propos des meurtres dans les maisons vides par Chris et Snoop. Ils décident d'explorer une des maisons abandonnées où ils trouvent un cadavre, pensant qu'ils y trouveraient un zombie. De son côté, Michael est recruté par Chris.

### Épisode 6:Jour de vote
- États-Unis : 15 octobre 2006 sur HBO

La mère de Namond tente de demander de l'aide financière à Brianna Barksdale, mais celle-ci leur annonce qu'il n'y a plus d'argent depuis la chute des Barksdale. Namond doit retourner travailler avec Bodie. Au collège, l'expérience de Colvin commence et plusieurs élèves, dont Namond, sont sélectionnés. Randy est menacé d'être renvoyé du collège pour complicité de viol dans l'épisode précédent, et celui-ci avoue avoir été témoin du meurtre de Lex. Prez, qui veut aider son élève, en fait part à Daniel qui charge Carver de l'enquête.
Les enquêteurs de Marimow ont mis le parc où se réunit le clan de Marlo sous surveillance, mais les enquêteurs ignorent que Marlo, ayant déjà repéré la surveillance, se joue d'eux. C'est ainsi que les enquêteurs arrêtent une simple voyageuse noire dans une gare à la suite d'informations erronées sur Stanfield. Pendant ce temps, la police se lance à la recherche d'Omar pour le meurtre d'une femme dans la boutique d'Andre, ce qui surprend McNulty qui lui accordera la faveur d'un appel à son arrestation. Emprisonné, Omar reçoit un coup de pouce lui permettant de survivre.

### Épisode 7:Eh oui, c'est la règle d'or
- États-Unis : 29 octobre 2006 sur HBO

Tommy Carcetti, qui vient de remporter les élections, sera le prochain maire de Baltimore. Cependant, il ne pourra pas virer Burrell pour ne pas décevoir son électorat noire. Il commence à découvrir le milieu de la police et est intrigué par le très compétent major Daniels. Omar demande l'aide de Bunk pour l'innocenter. Ainsi, Bunk s'attire les foudres de ses collègues qui enquêtent sur l'affaire, mais parvient à obtenir le transfert d'Omar dans un pénitencier plus sécurisé. 
De son côté, Greggs reprend l'enquête Bradock. Après voir exploré la piste de l'accusé en vain, elle réexamine la scène du crime et parvient à arrêter le véritable assassin de Bradock. L'affaire est ainsi résolue : Bradock a été tué involontairement par une balle perdue. Pendant ce temps, Herc découvre que sa caméra a été volé. Pearlman obtient une promotion grâce à son nouveau patron fraichement élu.
Bubbles, à la recherche de Sharrod qui a fugué, est volé à la fois par une bande de dealers et par le policier véreux Walker. Cutty présente ses excuses après des jeunes de son club pour avoir passé trop de temps avec leurs mères (ce qui a conduit au départ de l'un d'eux, Spider). Namond est agressé à la sortie du club de Cutty pour qu'il installe son point de deal ailleurs.

### Épisode 8:La logique du business
- États-Unis : 5 novembre 2006 sur HBO

Carcetti explore les différentes unités de la police de Baltimore sur le terrain. Après cela il évoque avec Rawls l'arrestation de petits délinquants seulement et celui-ci explique obéir à Burrell qui truquerait les chiffres du crime. Carcetti rencontre Daniels en vue de le faire promouvoir colonel pour remplacer Foerster décédé d'un cancer. C'est dans ce contexte que la brigade criminelle organise une ovation funéraire est organisée pour rendre hommage à Foerster. Burrell apprend que Rawls l'a trahi. Herc harcèle le clan de Marlo pour essayer de récupérer la caméra volée.  
Le clan de Marlo fait le ménage à Baltimore en éliminant des individus en provenance de New York. Proposition Joe demande à ce qu'ils ne disparaissent pas dans les maisons pour faire passer le message. Chris et Snoop ont un peu de mal à s'accorder pour identifier un new-yorkais à abattre. Pendant ce temps, Proposition Joe identifie le service de Herc qui enquête (mal) sur le clan de Marlo. Après une interpellation par Herc, Chris et Snoop jettent leurs armes et la machine à clou (vu par Herc) dans le fleuve.

### Épisode 9:À chacun sa place
- États-Unis : 12 novembre 2006 sur HBO

### Épisode 10:Dénonciations
- États-Unis : 19 novembre 2006 sur HBO

### Épisode 11:Un nouveau jour
- États-Unis : 26 novembre 2006 sur HBO

Namond, Michael, Duckie et Randy s'organisent pour se venger contre l'agent véreux Walker en l'aspergeant de peinture et lui volant la bague volée qu'il portait. Colvin évoque avec Namond qu'il est prêt à retourner en classe normal, mais l'adolescent refuse. McNulty n'est pas surpris par l'agression de son collègue et partage son opinion lors d'une pause déjeuner avec Bodie.  Sherrods revient auprès de Bubbles. Omar suit Marlo et découvre qu'il fait partie de la corporation de Proposition Joe. Il décide de rendre une petite visite à Proposition Joe avant de commencer à suivre Cheese. Randy est harcelé au collège pour avoir parlé à la police. Prez vient se plaindre à Carver que l'enfant n'a pas été protégé comme il fallait. Furieux que Herc n'a rien fait, Carver supervise lui-même sa protection.

### Épisode 12:Les corps derrière les portes
- États-Unis : 3 décembre 2006 sur HBO

Le corps de Lex est découvert par Freamon et Bunk dans une maison abandonnée. Freamon veut explorer toutes les maisons abandonnées pour retrouver d'autres cadavres, mais Lantzmann le lui interdit, ne voulant pas augmenter ses statistiques de criminalité. Informé par Freamon, Daniels convainc Rawls de lui autoriser d'explorer au plus vite les maisons abandonnées pour trouver d'autres cadavres avant le nouvel an pour attribuer à l'augmentation des statistiques au maire sortant Royce. En attendant, Freamon, McNulty et Bunk visitent une autre maison abandonnée clandestinement pour y découvrir un autre cadavre dans le cadre d'un pari. Entre-temps, l'unité anti-crime est remise en marche, Freamon retrouve Sydnor, Dozerman et Herc, tandis que Marimow est réaffecté. Mais Herc se retrouve convoqué par les affaires internes pour la perte de la caméra. 
Le futur maire Carcetti se rend à Annapolis pour obtenir de l'aide auprès du gouverneur pour renflouer l'important déficit du système scolaire, mais celui-ci lui fait une offre déraisonnable. Duckie, qui se retrouve encore à la rue par les huissiers, va s'installer avec son petit frère chez Michael. Prez est recadré par la proviseure que ses élèves comme Randy ne sont pas ses enfants et qu'il doit les laisser partir. Omar, qui a suivi Cheese, braque la livraison de Proposition Joe prévue pour Marlo. Bubbles veut se venger des dealers qui le harcèlent en achetant de la drogue trafiquée. Mais il découvre le lendemain que Sherrod qui est revenu auprès de lui, en a pris et en est mort.

### Épisode 13:Le passage
- États-Unis : 10 décembre 2006 sur HBO

De nouveaux cadavres sont retrouvés dans d'autres maisons abandonnées. Freamon pense qu'il y en a d'autres encore dans d'autres secteurs et fait demander des renforts pour identifier les clous utilisés pour seller les maisons abandonnées. C'est dans ce contexte que Greggs, McNulty et Herc viennent prêter main-forte. Ce dernier, bien que suspendu par les affaires internes, aide Freamon à reconstituer son interpellation de Chris et Snoop au cours duquel il a tiré un clou avec la machine à clou qu'il avait trouvé (le clou ayant disparu depuis). Plus tard, Chris et Snoop sont interpellés pour port d'arme.
A la mairie, les jours meilleurs devront attendre, car ils doivent se débrouiller seuls pour réduire le déficit budgétaire de l'école, ne pouvant compter sur l'horrible gouverneur, dont Tommy Carcetti a désormais dans sa ligne de mire pour les prochaines élections dans deux ans. C'est dans ce contexte que le projet de Colvin est enterré. Les résultats des examens au collège sont satisfaisant. 
Carver tente de trouver une nouvelle famille d'accueil pour Randy, mais doit se rendre à l'évidence de le laisser au foyer. Cutty, hospitalisé après avoir été blessé par balle à la jambe, reçoit la visite de Colvin pour parler de Namond. Puis Colvin a une conversation ave Wee-Bey qui accepte de lâcher son fils pour une vie meilleurs auprès de Colvin qui devient son tuteur. Pendant ce temps, Cutty se met en couple avec l'infirmière de l'hôpital qui l'avait pris pour un gangster.
Bubbles se rend à la police pour la mort de Sherrod et est envoyé en psychiatrie pour se désintoxiquer après une tentative de suicide durant l'interrogatoire à la brigade criminelle. Proposition Joe recadre ses associés de sa corporation après le braquage de la livraison par Omar, mais Marlo lui demande de rencontrer avec lui son livreur, Spiros Vondas, que Marlo fera suivre. Omar va voir Joe pour lui revendre la marchandise volée à 20% de sa valeur.